# Jeremy Enigk
Jeremy Enigk (16 de julio de 1974) es un compositor-cantautor y guitarrista estadounidense famoso por ser el líder de la influyente banda indie Sunny Day Real Estate.

## Biografía
Es miembro de The Fire Theft. Sin embargo, su fama proviene de ser el líder de Sunny Day Real Estate. A través de sus múltiples reencarnaciones, y durante su última separación, Enigk grabó un álbum en solitario titulado Return of the Frog Queen. También firmó la banda sonora de la película de 2003 The United States of Leland. En 2006 editó la continuación de Return of the Frog Queen, World Waits. Desde muy temprano Enigk fue parte de los que después se convertiría en Poor Old Lu, compartiendo las tareas vocales con Scott Hunter. Enigk se reunió a la banda para un solo tema suelto en 1996, cantando junto a Scott en el EP de la banda titulado Straight Six. Cantó en el quinto tema, "Digging Deep". Enigk también cantó esta canción en el álbum en vivo de la banda, In their Final Performance. Jeremy ha terminado un nuevo disco en solitario y actualmente gira con él durante el verano y el otoño, participando en 2006 en el Lollapalooza en Chicago. El nuevo álbum, titulado World Waits, fue publicado en octubre de 2006 por Lewis Hollow Records y distribuido por Reincarnate Records, de Marc Geiger. Jeremy en la grabación de mewithoutYou's en 2006 de Brother, Sister, interpretando unos coros en la canción "O Porcupine". También desempeñó tareas vocales en el LP Does Anyone Else Miss the Cold War?, de la banda de Seattle Sea.Mine, publicado el 5 de septiembre de 2006. Jeremy estará apoyando a Brand New en su nueva gira por el Reino Unido a principios de 2007.
En 2017, y tras un largo retiro, realiza una campaña de micromecenazgo en PledgeMusic para conseguir los fondos necesarios para la edición de Ghosts, contando con la estimable colaboración de músicos de la talla de Ramón Rodríguez, Ricky Falkner, Santi García y Víctor García.

## Álbumes
- Return of the Frog Queen (1996)
- Jeremy Enigk: The End Sessions (1996)
- World Waits (2006)
- The Missing Link (2007)
- OK Bear (2009)
- Ghosts (2017)

## Bandas sonoras
- The United States of Leland (2003)